# Carl Kaelble
Carl Kaelble (* 6. April 1877 als Carl Kälble in Cannstatt; † 22. November 1957 in Backnang) war ein deutscher Konstrukteur und Unternehmer, der als Seniorchef des Unternehmens Kaelble Bedeutung erlangte.

## Jugend und Ausbildung
Carl Kaelble wurde als Sohn der Eheleute Caroline (geb. Rau) und Gottfried Kaelble in dem damals selbstständigen Cannstatt – heute als Bad Cannstatt ein Stadtteil von Stuttgart – geboren. Dort wuchs Carl mit zehn Geschwistern auf, von denen allerdings fünf früh starben. Die Familie seines Vaters stammte aus Kirchheim am Neckar. Die ursprüngliche Schreibweise des Familiennamens war Kälble. Carls Mutter Caroline war eine gebürtige Backnangerin. Gottfried Kaelble betrieb in Cannstatt eine kleine mechanische Werkstatt. Carl interessierte sich sehr für die Werkstatt des Vaters und arbeitete dort bereits in jungen Jahren mit. Nach der Schule besuchte Carl Kaelble ab 1895 die staatliche Baugewerkschule Stuttgart. In seiner Freizeit konstruierte Carl seine ersten eigenen Maschinen. Im selben Jahr zogen die Eltern nach Backnang, wo Gottfried Kaelble an der Wilhelmstraße eine Werkstatt für Maschinen aller Art eröffnete. Inhaberin des Unternehmens war Caroline Kaelble, während Gottfried als Prokurist tätig war. Nach seinem Studium zog Carl Kaelble 1900 ebenfalls nach Backnang und trat in das elterliche Unternehmen ein. Erste eigene Konstruktionen waren eine fahrbare Motor-Bandsäge (1900) und ein schnelllaufender Ottomotor (1903), es folgten eine Straßenzugmaschine (1906) und ein Lastwagen (1907), der auf einem umgebauten Automobil von Carl Benz basierte. Der elterliche Betrieb beschäftigte in dieser Zeit 15 Mitarbeiter. 1908 übergaben die Eltern den Betrieb an ihre Söhne Carl und Hermann.

## Als Unternehmer
Carl Kaelble übernahm die technische Leitung des Betriebs, während sein Bruder Hermann für alle kaufmännischen Angelegenheiten zuständig war. Die Brüder bauten das Unternehmen ständig weiter aus. Das Unternehmen Kaelble in Backnang wurde vor dem Ersten Weltkrieg die erste Dieselmotorenfabrik im Königreich Württemberg und hatte etwa 30 Mitarbeiter. Während des Kriegs wurden Zugmaschinen in größerer Stückzahl für das Deutsche Heer produziert. Nach dem Krieg wurde 1920 der erste Dieselmotor für Boote produziert. Trotz Inflation und Wirtschaftskrisen konnte Kaelble in der Weimarer Republik weiter expandieren. 1926 war die Zahl der Mitarbeiter auf 207 gestiegen. 1929 wurde Carl Kaelble zum Ehrensenator der Technischen Hochschule Stuttgart ernannt. 1931 wurde das Familienunternehmen von einer oHG in eine GmbH umgewandelt. Im selben Jahr konnte die Lokomotiv- und Maschinenfabrik Gmeinder in Mosbach übernommen werden. Die Zahl der Beschäftigten stieg auf 700. Nach der „Machtergreifung“ der Nationalsozialisten folgte 1933 im Zug der verdeckten Wiederaufrüstung ein gewaltiger Aufschwung durch die Produktion von Schwerlastzugmaschinen für die Deutsche Reichsbahn. Auch durch den Bau der Reichsautobahnen konnte Kaelble profitieren. 1937 fertigte Kaelble die damals größte und stärkste Zugmaschine der Welt, Z 6 R 3A, genannt Jumbo. Dieses Fahrzeug wurde ständig verbessert, sodass es 1940 eine Leistung von 200 PS hatte. Während des Zweiten Weltkriegs produzierte das Unternehmen Kaelble für die Wehrmacht. Backnang blieb größtenteils unzerstört, sodass die Produktion sehr schnell wiederaufgenommen werden konnte. Die Stadt lag ab 1945 in der US-amerikanischen Besatzungszone. 1947 wurde ein erstes Kranfahrgestell produziert. 1951 erfolgte der Bau eines V8-Zylinder-Dieselmotors mit 200 PS. 1952 erhielt Carl Kaelble die Ehrenbürgerwürde Backnangs und das Große Verdienstkreuz der Bundesrepublik Deutschland. Es folgten diverse Amphibienfahrzeuge für die Französische Armee und Wassertransportfahrzeuge, die als Wiedergutmachung an Israel geliefert wurden. In der Nachkriegszeit beschäftigte Kaelble 900 Mitarbeiter.
Carl Kaelble starb am 22. November 1957 im Alter von 80 Jahren in Backnang. Sein Nachfolger wurde Hermann Ekert.

## Persönlichkeit
Carl Kaelble galt als hervorragender Organisator und Geschäftsmann. Ihn zeichneten die typischen schwäbischen Tugenden wie Fleiß, Zielstrebigkeit und Sparsamkeit aus. Kaelble lebte ohne großen Luxus. Gleichzeitig war er bekannt für seine strengen Sitten. Zum Beispiel gestattete er es seinen Mitarbeitern selbst im Hochsommer nicht, kurze Hosen zu tragen und legte Wert auf gepflegte Frisuren. Eine Marotte von Carl Kaelble war es, seine Mitarbeiter stets zu duzen. Andererseits verbot er, dasselbe in seine Richtung zu tun.

## Ehrungen
- 1929: Ehrensenator der Technischen Hochschule Stuttgart[4]
- 1951: Großes Verdienstkreuz der Bundesrepublik Deutschland
- 1952: Ehrenbürgerwürde der Stadt Backnang[4]
- Benennung der Carl-Kaelble-Straße in Backnang[2]